# Imre Szabics
Pour les articles homonymes, voir Imre Szabics (homonymie).
Imre Szabics, né le 22 mars 1981, est un footballeur hongrois, jouant au poste d'attaquant entre 1998 et 2013. 

## Biographie

### En club
Il joue 25 matchs en Ligue des champions avec les clubs de Graz et de Stuttgart.

### En équipe nationale
Imre Szabics reçoit 36 sélections et inscrit 14 buts en équipe de Hongrie entre 2003 et 2013.
Il joue son premier match en équipe nationale le 30 avril 2003 contre le Luxembourg, match au cours duquel il inscrit deux buts. Il reçoit sa dernière sélection le 6 septembre 2013 face à la Roumanie.
Il joue 8 matchs comptant pour les tours préliminaires de la coupe du monde, lors des éditions 2006 et 2014.

## Palmarès
- Champion d'Autriche en 2011 avec le Sturm Graz
- Lauréat du titre de Meilleur footballeur hongrois de l'année en 2003